# Волойчел
Волойчел (рум. Voloicel) — село у повіті Мехедінць в Румунії. Входить до складу комуни Волояк.
Село розташоване на відстані 241 км на захід від Бухареста, 32 км на схід від Дробета-Турну-Северина, 68 км на північний захід від Крайови.

## Населення
За даними перепису населення 2002 року у селі проживали 105 осіб, усі — румуни. Усі жителі села рідною мовою назвали румунську.